# 서원유통
서원유통(瑞元流通, Seo Won Distribution)는 대한민국의 하이퍼마켓 기업이다. 본사는 부산광역시 북구 금곡대로 52에 위치하고 있다. 창립자는 이원길이다.

## 역사
1981년에 (주)서원유통 법인을 설립했으나, 직영수퍼마켓 3개점(부산진점, 아미점, 대청점)으로 영업을 개시하였다. 1986년 12월 2일에 본사 사옥을 준공하였다. 1995년 1월에 탑 스토어(TOP-STORE) 1호점 자갈치점을 개점하였다. 1997년 1월에 대형할인점 탑마트(TOP Mart)를 출점하였으며, 2002년 11월 브랜드 명칭를 탑마트로 통일하였다.

## 매출액
- 2020년 기준, 매출액은 1조 6천억 6백여억원을 달성하였다.

## 점포
탑마트(TOP Mart)는 매장 중의 비수도권으로 영남 지방이다.

### 현재 중인 점포
| 광역지방자치단체 | 기초지방자치단체 | 지점                                                                           |
| ---------------- | ---------------- | ------------------------------------------------------------------------------ |
| 부산광역시       | 사하구           | 신평점, 감천점, 다대점, 당리점, 신다대점, 장림점                               |
| 부산광역시       | 북구             | 구포점, 화명점                                                                 |
| 부산광역시       | 서구             | 남부민점, 서대신점                                                             |
| 부산광역시       | 영도구           | 영도봉래점                                                                     |
| 부산광역시       | 동구             | 초량점                                                                         |
| 부산광역시       | 남구             | 감만점                                                                         |
| 부산광역시       | 연제구           | 연제점                                                                         |
| 부산광역시       | 동래구           | 사직점                                                                         |
| 부산광역시       | 금정구           | 금사점, 남산점                                                                 |
| 부산광역시       | 해운대구         | 반송점, 반내점, 해운대점                                                       |
| 부산광역시       | 기장군           | 기장서부점, 기장점, 정관점                                                     |
| 울산광역시       | 북구             | 울산화봉점                                                                     |
| 울산광역시       | 울주군           | 언양점, 울산구영점, 울산남창점, 울산천상점                                     |
| 경상남도         | 진주시           | 진주점, 서진주점, 진주금산점, 진주주약점, 진주충무공점, 진주호탄점, 진주가좌점 |
| 경상남도         | 사천시           | 사천점, 삼천포점                                                               |
| 경상남도         | 양산시           | 양산북정점, 양산점, 물금점                                                     |
| 경상남도         | 창원시           | 뉴창원점, 창원동읍점, 창원반지점, 마산점, 마산석전점, 마산호계점, 진해점       |
| 경상남도         | 김해시           | 구산점, 김해점, 김해삼계점, 김해외동점, 삼방점, 장유관동점, 진영점             |
| 경상남도         | 거제시           | 장승포점                                                                       |
| 경상남도         | 통영시           | 통영점, 죽림점                                                                 |
| 경상남도         | 고성군           | 고성점                                                                         |
| 경상남도         | 창녕군           | 창녕점                                                                         |
| 대구광역시       | 달성군           | 현풍점                                                                         |
| 경상북도         | 포항시           | 포항문덕점, 포항우현점, 포항유강점, 포항죽도점                                 |
| 경상북도         | 경주시           | 경주동부점, 경주황성점, 안강점                                                 |
| 경상북도         | 영천시           | 영천점                                                                         |
| 경상북도         | 청도군           | 청도점                                                                         |

### 폐점된 점포
2005년
- 내당점(2005.3)

2015년
- 포항역점(2015.1)

2017년
- 두호점(2017.7)

2018년
- 범천점, 거제리점

2019년
- 양산도매점, 양산직판점(2019.12.9)

2020년
- 영도동삼점(2020.12.13)

2021년
- 울산매곡점(2021.2.22)

2024년
- 경주용강점(2024.3.9)

## 산하
- 김해물류센터 - 경남 김해시 김해대로 2579번길 58
- 축산물가공센터 - 경남 김해시 김해대로 2579번길 76-24
- 양산시 농수산물 종합유통센터 - 경남 양산시 동면 양산대로 377
- 글로벌 소싱 사업부 - 경기 용인시 기흥구 중부대로 684번길 14

## 같이 보기
- 기업형 슈퍼마켓